# سن-میشل-دو-بلشاس، کبک

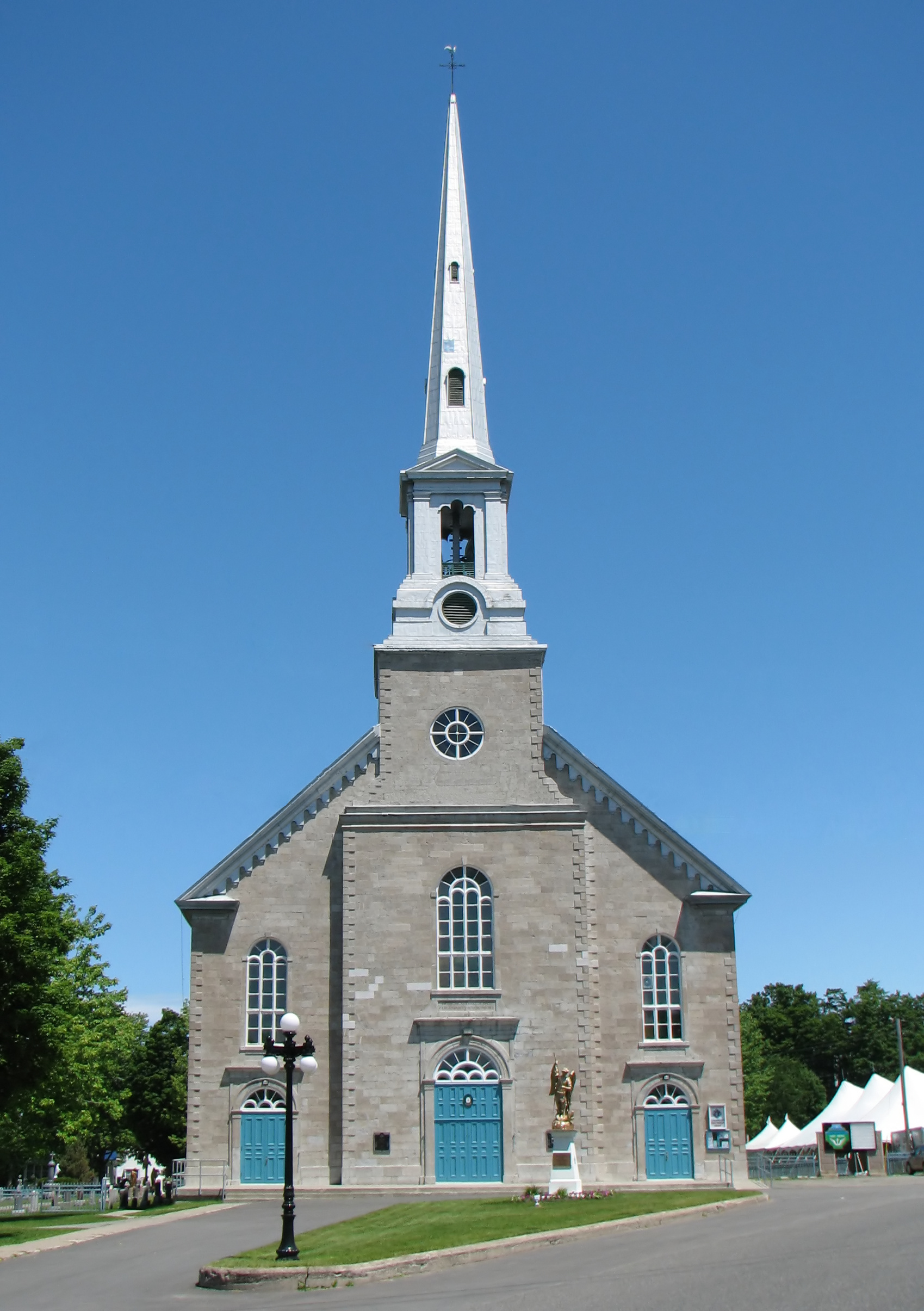
نمایی از کلیسای شهر سن-میشل-دو-بلشاس در استان کبک، کانادا - ۲۰۰۹

سن-میشل-دو-بلشاس (به فرانسوی: Saint-Michel-de-Bellechasse) شهری در منطقه شهری بلشاس ناحیه شودییر-آپالاش در استان کبک کانادا است. در سرشماری سال ۲۰۱۱ این شهر ۱٬۶۷۴ نفر جمعیت داشته‌است و مساحت آن ۵۳٫۴۳ کیلومتر مربع است.